# Paludes
Paludes (französisch paludes = Sümpfe) ist eine satirische Erzählung von André Gide, die 1895 erschienen ist.

## Inhalt
Tityrus, ein Junggeselle, lebt in Paris, das er aber verlassen möchte.
Als der Erzähler gefragt wird, wer Tityrus sei, erwidert er: „Ich“. Er nimmt den Leser freimütig mit hinein in seine Dichterwerkstatt. Zunächst wird Paludes in Verse gesetzt. Darauf sucht und findet dieser Literat Epitheta zu einem embryologischen Begriff. Für „Schwammigkeit“ scheint jener Sprachforscher dann allerdings kein Epitheton zu finden. Nicht nur der Leser nimmt am Schaffensprozess teil, sondern auch Angèle, die Freundin des Autors. Ihr wird sodann ein besonderes dichterisches Verfahren zur Konzentration der Monotonie im Text plausibel gemacht. Der Erzähler nimmt für den Protagonisten Tityrus Personen aus seinem Bekanntenkreis und vereinzelt diese. Wahrheit entstehe nur durch Arrangieren der Ereignisse. Wenn der Dichter zudem Urteile tunlichst vermeide und lediglich bei der Schilderung bloßer Empfindungen bleibe, dann könne er sich überhaupt nicht irren.
Tityrus lebt in den Niederungen und geht dort auf Wegen, die weniger „schwammig“ sind, durch die Sümpfe. Auf Hügel steigen will er nicht, weil er weiß, was er dort sehen wird. Obwohl, ein Blick auf des Tages Trübe wäre auch von oben herab ganz reizvoll gewesen.
Unten gibt es nichts Neues. So fallen die Sätze des Erzählers als Wiederholung des Gestrigen aus Seinem Freund Hubert erklärt der Autor geduldig das gerade entstehende Werk. Das wird garantiert etwas Rundes, Glattes, Ausgefülltes, Abgeschlossenes werden, so wie ein Ei, in das nicht einmal mehr eine Stecknadel hineinpassen werden wird. Hingegen mit Seinesgleichen, den zahllosen Literaten in seinem näheren Umkreis, geht der Autor weniger nachsichtig um. Er verkehrt schriftlich mit ihnen. Man redet nicht, sondern tauscht bekritzelte Zettelchen aus. Doch man schenkt sich nichts. Einige Repräsentanten der übrigen intellektuellen Elite geben dem Autor zu verstehen, dass seine so genannte „zweckfreie Handlung“ abtrennbar, ja abschaffbar, sei. Man bespöttelt Paludes, dieses Buch über Schlammwürmer. Den Verfasser ficht das alles nicht an. Er stellt – wieder allein in der Studierstube, an die Adresse des Lesers gerichtet – klar: Die Ausführungen seien bildlich gesprochene Äquivalente seiner Gedanken. Unsicher ist er sich schon. Ob z. B. das gerade Niedergeschriebene gut sei, wisse er nicht.
Zu seiner Freundin Angèle möchte der Erzähler liebenswürdig sein. „Süße Angèle!“ ist das Höchste der Gefühle. Mehr kann er nicht artikulieren oder gar tun. Angèle geht nach einer misslungenen kleinen Reise auf ihn zu, aber er weist sie ab. Ihre Beziehung kann nicht flüchtig genug sein, sagt er der Frau ins Gesicht. Er und sie gehörten nach seiner Ansicht nicht zu den Fortpflanzungsfähigen Angèle wirft ihm Grausamkeit vor. Er erwidert verzweifelt, zum intensiveren Leben – etwa so wie Freund Hubert – sei er unfähig.
Hubert, der hinzukommt, lacht den Erzähler aus, wundert sich darüber, wie „wenig impulsive Kraft“ der Freund besitzt. Darauf die Antwort des Erzählers, der Paludes inzwischen abgeschlossen hat: „Ich schreibe Polder.“

## Form
Geschrieben ist der Text als Tagebuch von einem Ich-Erzähler, der sich Tityrus nennt.
Gide hat zu Beginn seines Textes einen Vers aus Vergils Bucolica zitiert, in dem der Hirte Tityrus als glücklicher Mann bezeichnet wird, weil er sich mit seinem mageren Acker voller Steine zufriedengibt.
Et tibi magna satis, quamvis lapis omnia nudus limosoque palus obducat pascua iunco.
In der Übersetzung von Gide: „Da ist ein Hirt, der mit einem anderen spricht: er erzählt ihm von seinem Feld, daß es wohl voll Steine und Sumpf sei, aber gut genug für ihn“.
Paludes ist dem französischen Politiker Eugène Rouart (1872–1936), einem langjährigen Freund André Gides, gewidmet.

## Rezeption
- Das Buch wurde nach seinem Erscheinen zunächst nicht beachtet.[4]
- Der „Held des Buches“ ist ein „schwacher, unfruchtbarer, zweifelnder und vom Leben erschreckter Mensch.“[5] Paludes ist „eine Satire auf die seßhaften, kleinmütigen Biedermänner.“[6]
- „Variationen über das Nichts“[7]: Zeltner stellt in ihrem Nachwort[8] heraus, der Ich-Erzähler schreibt über den Sumpf, das „Symbol des Form- und Wesenlosen.“ Aus dieser Wesenlosigkeit wird allerdings „etwas sehr Wesentliches: eine der gelungensten modernen Erzählungen.“[9] Der Erzähler verspottet die Literaten und auch sich selbst. Das Buch handelt von einem, der Paludes schreibt, der an sich selbst zweifelt. Der Erzähler lässt seine Freunde ab und zu über Paludes reden und kreiert somit den impliziten Leser.